# Фабіо Перейра да Сілва (1982)
Фабіо Перейра да Сілва (порт. Fabio Pereira Da Silva; нар. 21 березня 1982) — бразильський футболіст, захисник.

## Життєпис
З 2000 по 2003 рік виступав за нижчоліговий бразильський клуб «Уніау Барбаренсе». у 2003 році підписав контракт з «Ворсклою». Дебютував у футболці полтавського клубу 24 серпня 2003 року в переможному (5:1) виїзному поєдинку 1/16 фіналу кубку України проти сумського «Спартака». Фабіо вийшов на поле на 69-й хвилині, замінивши Вальтера Андрошича. У Вищій лізі чемпіонату України дебютував 14 вересня 2003 року в програному (1:2) виїзному поєдинку 8-о туру проти дніпропетровського «Дніпра». Бразилець вийшов на поле в стартовому складі та відіграв увесь матч, а на 17-й хвилині отримав жовту картку. У складі «Ворскли» в чемпіонаті України зіграв 9 матчів, ще 1 поєдинок провів у кубку України. Також у сезоні 2003/04 років провів два поєдинки в складі друголігового фарм-клубу полтавчан, «Ворскли-2». У другій частині сезону 2003/04 років втратив своє місце в складі полтавчан, у цей період зіграв по одному матчі за першу та другу команди «Ворскли». У 2004 році виїхав до Кореї, де підписав контракт з клубо К-Ліга 1 «Чоннам Дрегонс». Про подальшу кар'єру Фабіо дані відсутні.